# ئی‌ام‌دی اس‌دی۸۹ام‌ای‌سی
ئی‌ام‌دی اس‌دی۸۹ام‌ای‌سی (انگلیسی: EMD SD89MAC) یک لوکوموتیو دیزلی ساخت شرکت جنرال موتورز الکترو-موتیو دیویژن بوده است.
این لوکوموتیو دارای ۴۵۰۰ اسب بخار قدرت بوده و براساس ریل استاندارد ساخت شده است.